# Marian Chodacki
Marian Chodacki (Nowy Sącz, 15 luglio 1898 – New York, 26 giugno 1975) è stato un politico e generale polacco.

## Biografia
Chodacki fu un soldato delle Forze Armate Polacche in Francia e in Gran Bretagna.
Divenuto generale, Chodacki nel 1939 era responsabile dei rapporti tra il governo polacco e i capi della Città Libera di Danzica: Arthur Greiser, presidente del Senato cittadino e il Gauleiter Albert Forster. Il 4 agosto 1939 Chodacki inviò a Greiser un ultimatum, richiedendo il ritiro delle disposizioni da lui emesse per limitare il potere degli ispettori doganali polacchi preposti alla sorveglianza dei confini della città libera, che negli ultimi giorni erano aumentati di numero. La controversia tra Chodacki da una parte e Greiser e Forster dall'altra fu la scintilla che fece precipitare la crisi di Danzica nella sua fase più acuta; tale crisi sfociò verso la fine di agosto nella decisione di Hitler di invadere la Polonia.
Fu trasferito al Consolato Polacco in New York City e il 1º settembre 1943 divenne capo della sezione segreta dell'intelligence polacca Estezet. Negli anni 1944–1945, fu ufficiale di collegamento con il grado di maggiore presso l'americano Office of Strategic Services. 
Tra il 1949 e il 1951, fu direttore negli Stati Uniti dello Józef Piłsudski Institute of America.